# Компенсационно възнаграждение за частно копиране
Oтчисленията за частно копиране са система, при която определена сума пари (в допълнение към всеки общ данък върху продажбите) се начислява при покупки на записваеми носители. Такива отчисления има в различни държави и доходът обикновено се разпределя към автори и други носители на права върху съдържанието, което се записва на тези носители. Понякога се прави разлика между „данък“ и „отчисление“ въз основа на получателя на натрупаните средства: данъците се получават от държавата, докато отчисленията се получават от частна организация, например организация за колективно управление на авторски права.
Oтчисленията за частно копиране може да функционират като система за колективизация, частично заместваща индивидуалното договаряне при продажба на отделни единици.

## История
Такива отчисления се въвеждат за първи път в Германия през 60-те години на XX век. С появата на аудиокасетата, законодателите биват убедени, че касетофоните ще намалят продажбите на записи, тъй като предаването от ръка на ръка би намалило продажбата им. Отчисленията днес се правят на компакт дискове, форма на носител, която не е съществувала при първоначалното създаване на отчисленията. Въпреки че голяма част от незаписаните компакт дискове сега се използват в компютърната индустрия, те все още се „облагат“, за да осигурят поток от приходи за звукозаписната индустрия.
Отчисленията често се възприемат като компенсация на правоносителите за незаконното споделяне на файлове. Това възприемане е спорно: отчисленията не представляват санкция, а компенсация за използване за лични цели, разрешено по силата на закона в ралични юрисдикции. Изключение в Европа прави Обединеното кралство, което не позволява частни копия. В останалата част на света законодателите допускат копиране за лични цели по две причини: първо, следенето и отчитането от страна на правоносителтие на индивидуалното използване от потребителите е често невъзможно, и второ, административната тежест за това би била несъразмерна.

### В Европейския съюз
На 9 юли 2015 г. Европейският парламент одобрява доклада на европейския депутат Юлия Реда с искане за преразглеждане на отчисленията в Европейския съюз, като се позовава на предишни решения и проучвания.

57. Припомня значението на изключението за възпроизвеждане за лично ползване, което не може да бъде ограничавано технически, в съчетание със справедливо обезщетение за творците; приканва Комисията да анализира, въз основа на научни доказателства, резолюцията на Парламента от 27 февруари 2014 г. относно такси за възпроизвеждане за лично ползване и резултатите от последното проведено от Комисията посредничество, жизнеспособността на действащите мерки за справедливо обезщетяване на притежателите на права във връзка с възпроизвеждане, извършено от физически лица за лично ползване, по-специално по отношение на мерките за прозрачност;
58. Обръща вниманието към това, че отчисленията за частно копиране трябва да се организират по такъв начин, че да информират гражданите за действителния размер на отчислението, целта му, и как ще бъде използван;
-
—Резолюция на Европейския парламент от 9 юли 2015 г. относно прилагането на Директива 2001/29/ЕО на Европейския парламент и на Съвета от 22 май 2001 г. относно хармонизирането на някои аспекти на авторското право и сродните му права в информационното общество (2014/2256(INI))

## Въпроси относно справедливостта
Практическият въпрос, който веднага възниква по отношение на механизма е доколко разпределението на приходите в полза на притежателите на авторски и сродни права е „справедливо“ за всички правоносители и потребители. Действащите системи обикновено са ограничени до записи на музика и предполагат разпределение в зависимост от приходите от продажбите на компактдискове в музикалните магазини или продължителността на „ефирно“ време по радиото или телевизията. Този подход оставя на заден план другите канали за дистрибуция, като например Интернет, и несправедливо облагодетелства популярните изпълнители и издатели. По-справедливите методи биха могли да включват разширени статистически проучвания, за да се определи по-точно профилът на купувачите или, алтернативно, плащане на всички музиканти по проста единна ставка.
Докато основната цел на отчисленията е компенсиране на авторите, част от събраните пари се използват и за общо финансиране на културата. В Германия това е законово изискване. Законът признава културното многообразие – което не е непременно идентично с ефектите на свободния пазар. Това финансиране обикновено се извършва от същите организации (колективни организации), които разпределят парите от отчисленията. Въпросът тук е дали тези организации са компетентни да провеждат културна политика.
На следващо място, отчисленията предполагат, че всички автори работят, за да получат парично възнаграждение. Това не винаги е вярно, особено в Интернет. Много автори нямат за цел да развличат, а да информират читателите, слушателите и зрителите. Често целта им е по-скоро да достигнат до възможно най-широката аудитория, отколкото да извлекат максимална печалба от защитеното с авторски права произведение. Несъответствието между предположението в основата на системата за отчисления и реалността расте с развитието на тенденциите за разпространение на съдържание, предоставено от потребителя, като например Wikipedia и YouTube.
Друг проблем е намирането на подходяща тарифна основа за отчисленията. Възможно е те да представляват процент от продажната цена на носителя за съхранение (напр. 3% в САЩ). При това решение обаче, с напредването на технологиите и поевтиняването на носителите авторът получава все по-малко възнаграждение. От друга страна отчисленията, базирани на единици информация (битове или мегабитове), също не са задължително справедливи, тъй като разходите за създаване на определено количество битове варират в зависимост от типа информация. Например DVD може да се използва за съхраняване на филми, компютърни игри, голямо количество документи или научни данни. Данните сами по себе си не са обект на авторското право.
Изниква и въпросът дали отчисленията се прилагат за всеки вид съдържание, защитено с авторски права, или са ограничени в конкретна област, като например музика. В случай, че приложението е ограничено до определен тип съдържание, възниква въпросът как се събират отчисления върху носители, които могат да се използват за съхранение и на друг тип съдържание. Опциите включват:
- Събиране на такси върху всички носители, независимо от типа на съхраняваното съдържание, и пренебрегване на несправедливостта по отношение на купувачите.
- Продажба на носители с предвидени и непредвидени в крайната цена отчисления, като само носителите с предвидени отчисления могат да съхраняват закриляни произведения.
- Събиране на отчисления върху всички носители, позволявайки на купувачите да поискат възстановяване на средства за носители, използвани за съхранение на данни, които не са обект на авторски и сродни права.

Аргументи в обратната посока:
- Въпреки че отчислителните системи са далеч от съвършени, те имат някои предимства, свързани със справедливостта, тъй като има компенсация за частното копиране, докато в страни, в които няма такси, има значително количество копиране, което се извършва без компенсация.
- В страни, в които няма такси, много хора копират музика и не получават укор за това. По този начин, ако човек не бъде порицан, копирайки незаконно и като не подкрепя музикалната индустрия, системата на държавата бива неефикасна за авторите.
- Държавите, които нямат закони за частно копиране, реално правят своите граждани престъпници.

## Правни последици
Подобен аналог може да бъде свързан с облекчаването на закона за авторското право, като се разреши напълно записването на защитени с авторски права произведения на носители, за които е платен данък. Въпреки това, лобистите, които са издателите и притежателите на авторски права, са засилили натиска да прилагат по-ограничителни закони, дори върху държави, които са въвели такса за частно копиране. През 2007 г. е съобщено, че Международният алианс за интелектуална собственост(IIPA) е включил 23 от 30-те най-населени страни в света в списъка за наблюдение, въпреки че САЩ, които не са в списъка, имат закони, които са по-либерални от законите на страните в списъка.

## Регулации
Примери за държави, управляващи такива системи:

### Австралия
Австралия е имала публичен данък върху касетите. Законът за установяване на налога е приет през 1989 г., оспорен от Върховния съд на Австралия в Австралийско сдружение на производители на ленти Ltd срещу Британска общност. Съдът намери данъка за законен, въпреки че отиде до частни източници, тъй като служи за обществена цел.

### Белгия
В Белгия се начислява такса както на празен носител, така и на звукозаписно оборудване, което се предава на „Auvibel“. От 1 февруари 2010 г. тези такси са приложими за следното:
- Оборудване с вграден носител:
  - MP3 / MP4 плейър, мобилен телефон с MP3 / MP4 функционалност:
    - Ако капацитетът е по-малък или равен на 2GB: 1,00 €
    - Ако капацитетът е по-голям от 2 GB и по-малък или равен на 16 GB: 2,50 €
    - Ако капацитетът е по-голям от 16GB: 3,00 €
- Телевизор, Hi-Fi, комбиниран DVD записващ и видеозапис, многофункционално DVD домашно кино:
  - Ако капацитетът е по-малък или равен на 256GB: 3,30 €
  - Ако капацитетът е по-голям от 256GB и по-малък или равен на 1TB: 10,75 €
  - Ако капацитетът е по-голям от 1TB: 13,00 €
- Не интегрирано оборудване с интегриран носител:
  - DVD рекордер, DVD четец, CD записващо устройство, видеозапис, DVD домашно кино:
    - Ако капацитетът е по-малък или равен на 256GB: 3,30 €
    - Ако капацитетът е по-голям от 256GB и по-малък или равен на 1TB: 10,75 €
    - Ако капацитетът е по-висок от 1TB: 13,00 €
- Без вграден носител, което не може да се интегрира в компютър и работи самостоятелно, има такса от 2,00 евро:
  - Hi-Fi с радиокасета-CD
  - Комбиниран DVD записващ и видеозапис
  - Комбиниран DVD четец и видеозапис
  - Преносим рекордер за радиокасета
  - Преносима радиокасета-CD
  - Телевизор и комбиниран DVD записвач
  - DVD рекордер
  - Касетен дек
  - Видеорекордер
  - CD записващо устройство
  - MiniDisc писател
  - CD аудио към MiniDisc записващо устройство
- Цифрови носители:
  - Memorystick, карта с памет:
    - Ако капацитетът е по-малък или равен на 2GB: 0,15 €
    - Ако капацитетът е по-голям от 2 GB и по-малък или равен на 16 GB: 0,50 €
    - Ако капацитетът е по-голям от 16GB: 1,35 €
- Външен твърд диск:
  - Ако капацитетът е по-малък или равен на 256GB: 1,30 €
  - Ако капацитетът е по-голям от 256GB и по-малък или равен на 1TB: 6,75 €
  - Ако капацитетът е по-висок от 1TB: 9,00 €
- празен CD-R / RW, MiniCD-R / RW, MiniDVD-R / RW, MiniDisc, аудиокасета DAT: 0,12 € / диск
- празен DVD +/- R / RW: 0,40 € / диск
- Аналогови носители:
  - аудиокасета, аудиокасета, видеокасета 8 мм: 0,12 €
  - видеокасета: 0,40 евро

### Канада
През 1997 г. в Канада се въвежда данък върху медиите чрез добавянето на „Частно копиране“, към Канадския закон за авторското право. Правомощието за определяне на тарифи е поверено на „Авторско право Канада“.
В Канада:
- Данъкът се прилага за „празен носител за звукозапис“, като CD-R.
- Данъкът се плаща от вносителите и производителите на медии, продавани в Канада.
- Частната такса за копиране е намалена с оперативните разходи на CPCC и се разпределя според Съвета по авторски права като: 58,2% за автори и издатели, 23,8% за изпълнители и 18,0% за звукозаписни компании.[6]
- Във връзка с таксата Законът за авторското право позволява на хората да правят копия на звукозаписи за собствена нетърговска употреба. Разпространението на копието е забранено.
- През 2005 г. Федералният апелативен съд отменя решението на Съвета по авторското право от 2003 г., с което е приложен данакът върху празен носител на MP3 плейъри като iPod на Apple Inc., на основание, че такива устройства не отговарят на изискванията за „аудио записващ носител“ според дефиницията на Закона за авторското право.[7] Преди това предложените ставки бяха $ 2 за играчи с капацитет под 1 GB, $ 15 за играчи до 15 GB и $ 25 за играчи с 15 GB и повече.

Настоящите такси за частно копиране в Канада са както следва: $ 0,29 на единица за CD-R, CD-RW, CD-R Audio, CD-RW аудио дискове. Канадната пиратска партия или PPCA призовава за премахване на таксата, тъй като има много използване на CD, което не е свързано с пиратството, и е несправедливо да се наказват канадци, които не го използват с такава цел.

### Финландия
Финландия е имала медиен данък 1984 – 2015, като от 2015 г. насам, средствата идват директно от държавния бюджет.
Към началото на 2012 г. таксите са (в евро):
- 0,005 € / мин за аналогови аудиокасети (напр. 0,30 евро за 60-минутна касета)
- 0,0076 € / мин за аналогови видеокасети (напр. 1,37 евро за лента E180)
- 0,20 € на диск за CD и MiniDisc (капацитет: до 1 GB)
- 0,60 € на диск за DVD, DVD-RAM, DVD-R DL и DVD + R DL (капацитет: от 1 GB до 10 GB)
- 1,20 € на диск за Blu-ray Disc и HD DVD (капацитет: над 10 GB до 25 GB)
- 1,80 € на диск за Blu-ray Disc и HD DVD (капацитет: над 25 GB)
- От 4 до 36 € в зависимост от капацитета на цифровите аудио плейъри или личните видео рекордери.
  - € 4, памет до 512 MB
  - 7 €, над 512 MB до 1 GB
  - 10 €, над 1 GB до 20 GB
  - 12 €, над 20 GB до 50 GB
  - 15 €, над 50 GB до 150 GB
  - 18 €, над 150 GB до 250 GB
  - 25 €, над 250 GB до 500 GB
  - 30 €, над 500 GB до 750 GB
  - 36 €, над 750 GB
- € 5 до € 18 за външни твърди дискове:
  - 9 €, над 50 GB до 250 GB
  - 12 €, над 250 GB до 1 TB
  - 18 €, над 1TB до 3 TB

По-малките и по-големите дискове нямат такси
Няма такса за мобилни телефони, компютри, карти с памет, игрови конзоли, USB флаш памети и 8 см (3 инча) CD / DVD дискове. ДДС от 9% се добавя към налозите.

### Германия
Първата в света частна система за копиране е създадена в Германия през 1965 г. Това е резултат от по-ранните успешни съдебни спорове от GEMA срещу производител на аудио оборудване в GEMA v. Grundig.

### Люксембург
Люксембург е единствената държава членка на ЕС без частна такса за копиране, което я прави
„убежище за копиране на такси“ за купувачите на медии от страни като Франция и Германия.

### Нидерландия
В Нидерландия се начислява такса върху празен носител, който се предава на „Stichting Thuiskopie“ (Фондация Homecopy), която отговаря за разпределението на средствата. Таксите от 1 януари 2021 г. до 31 декември 2023 г. са както следва:
- PC / лаптоп / лаптоп / сървър / медиацентър: € 2,70
- Таблет: € 2,20
- Смартфон: € 7,30
- Преносим аудио- / видеоплейър: € 2,10
- Settopbox с твърд диск / HDD-рекордер: € 3,80
- Електронен четец: 1,10 €
- Външен твърд диск (HDD), SSD и USB флаш устройство> = 256 GB: 1,00 €
- USB флаш устройство <256 GB: 0,50 евро
- Носими с възможности за съхранение: 0,60 €

### Португалия
Португалия налага такси върху CD и DVD през 1998 г.

### Русия
Член 1245 от Гражданския кодекс на Руската федерация „Възнаграждение за безплатно възпроизвеждане на фонограми и аудиовизуални продукти за лични цели“ налага такса, която се разпределя в следната пропорция : 40% за авторите, 30% за музикантите, 30% за медиите. На практика тази такса се начислява едва след като Регламентът на правителството на Руската федерация 829 от 14 октомври 2010 г., който налага единен данък от 1% върху компютри, празни оптични дискове, памет, телевизори, видео и аудио рекордери, радиостанции, мобилни телефони и др.

### Швеция
В Швеция има такса, наречена privatkopieringsersättning (възнаграждение за частно копие), наречена по-рано kassettersättning (възнаграждение за касета) на носители за съхранение. Налогът се обработва от Copyswede. Степента на това, което е включено в таксата за копиране, се е променила няколко пъти през последното десетилетие. През септември 2019 г. таксата за копиране изглежда по следния начин https://www.copyswede.se/elektronikbranschen/produkter-och-ersattningsnivaer/:
- Компютри с вградена памет за съхранение, свободни вътрешни твърди дискове, външни твърди дискове, таблети с вградена памет, игрални конзоли с вградена памет за съхранение и usb памет:
- >2 GB – 80 GB 1 kr / GB
- >80 GB 80 kr / бр
- MP3 плейър, декодер с вграден твърд диск, DVD плейър с вграден твърд диск, телевизор с вграден твърд диск и други мултимедийни плейъри с вграден твърд диск:
- >1 – 320 GB 1 SEK / GB
- 320 GB 320 SEK / бр
- Мобилни телефони със съхранение:
- За мобилни телефони с място за съхранение 3 SEK / GB
- CD и DVD за записване:
- CD-r Всичко до 900 MB 0,60 SEK
- CD-rw Всичко до 900 MB 0,95 SEK
- DVD-r / + r 4.7 GB 2.65 SEK
- DVD-rw / + rw 4.7 GB 4.25 SEK
- DVD рамка 4.7 GB 4.25 SEK
- Dvd-r / + r двоен слой 8,5 GB 4,80 SEK
- Аналогови аудио касети (C касети), vhs касети (E касети), минидиск и cd-r аудио (тарифа за минута):
- С-касета 2,5 öre
- Минидиск 2 öre
- Cd-r аудио 2 öre
- Електронна касета (vhs) 2,5 öre

### Швейцария
- Данък върху записваеми DVD дискове (GT 4c):[14]
  - 0,31 CHF за записващо DVD
  - 0,88 CHF за презаписваем DVD
  - 0,33 CHF за записващ Blu-Ray
  - 0,93 CHF за презаписваем Blu-Ray
- Данък върху цифрови носители за съхранение, пакетирани в аудио и аудиовизуални записващи устройства (GT 4d):[15]
  - Капацитет на паметта до 4 GB, 0,63 CHF на GB
  - Капацитет на паметта между 4 GB и 8 GB, 0,572 CHF на GB
  - Капацитет на паметта между 8 GB и 16 GB, 0,332 CHF на GB
  - Капацитет на паметта между 16 GB и 32 GB, CHF 0,2552 на GB
  - Капацитет на паметта над 32 GB, 0,1992 швейцарски франка на GB
- Компенсация за прехвърляне на използване на приставка с памет и vPVR (GT 12):[16]
  - CHF на месец и абонат, ако не се прилагат следните такси
  - 0,13 CHF на месец и абонат, ако е безплатен или част от основния пакет
  - 0,55 CHF на месец и абонат за месечна абонаментна такса до максимум 6,50 CHF
- Данък върху цифровата (записваема) памет в мобилните телефони:[15]
  - Капацитет на паметта до 4 GB, CHF 0,108 на GB
  - Капацитет на паметта до 8 GB, 0,090 CHF на GB
  - Капацитет на паметта до 16 GB, 0,072 CHF на GB
  - Капацитет на паметта до 32 GB, 0,063 CHF на GB
  - Капацитет на паметта до 64 GB, 0,052 CHF на GB
  - Капацитет на паметта до 128 GB, 0,050 CHF на GB

### Съединени американски щати
Домашни аудиозаписи
Законът за авторското право на САЩ е приет през 1947 г. Изхождайки от неговата секция 1008, в Закона за домашните аудиозаписи (Audio Home Recording Act) от 1992 г. се твърди, че нетърговското копиране от потребители на цифрови и аналогови музикални записи не е нарушение на авторските права: „В случай на домашно записване се защитават всички некомерсиални копия на потребители на цифрови и аналогови музикални записи“; и „секция 1008 ясно установява, че потребителите не могат да бъдат съдени за правене на аналогови или цифрови аудио копия за частна нетърговска употреба“.
Празни музикални компактдискове и рекордери
Секция 1003 на Закона за авторското право на САЩ предвижда роялти в размер на 2% от първоначалната трансферна цена за устройства и 3% за носители. Размерът на роялти в секция 1004 от Закона е създадена със Закона за лицензиране на справедливостта на музиката (Fairness in Music Licensing Act) от 1998 г. Тя се отнася само за компактдискове, етикетирани и продавани само за музикална употреба; той не се отнася за празни компютърни компактдискове, макар те да могат да се ползват за запис на мюзика от компютър ("burn") на CD. Този вид роялти се прилага и за самостоятелни записващи CD устройства, но не и за тези, които се използват с компютри.
След едно дело от 1998 г. относно плейър Rio PMP300, повечето MP3 плейъри се считат за „компютърна периферия“ и не се облагат с роялти от този вид в САЩ.
Понастоящем частните такси за копиране се генерират в САЩ от продажбата на „празни компактдискове и лични аудио устройства, медийни центрове, сателитни радиоустройства и аудио системи за автомобили“.

### Великобритания
Понастоящем в Обединеното кралство няма конкретно изключение за частното копиране, има само изключение по отношение на изместването на времето за излъчване (s70 (1) от Закона за авторското право, дизайните и патентите от 1988 г. (Copyright, Designs and Patents Act 1988, CDPA)).
На 1 юни 2014 г. Великобритания прилага чл. 5 (2) б – „Изключения и ограничения“ от Директивата за информационното общество чрез специална регулация, която първоначално не предвижда обезщетение. Изложение на правителственат апозиция по въпроса има в документа Modernising copyright:A modern, robust and flexible framework – Government response to consultation on copyright exceptions and clarifying copyright law. Тази разпоредба е оспорена от редица английски организации – Британската академия за текстописци, композитори и автори (British Academy of Songwriters, Composers and Authors, BASCA), Musicians' Union, UK Music – и през 2015 г. е отменена от Върховния съд. По този начин се позволява на физическите лица да възпроизвеждат свободно – на какъвто и да е носител – произведения и други защитени обекти само за лична и нетърговска употреба при условие, че носителите на права получават справедливо обезщетение, което трябва да отчита прилагането или неприлагането на средства за технологична защита.